# Napoléon Joseph Louis Bontemps
Pour les articles homonymes, voir Bontemps.
Napoléon Joseph Louis Bontemps, né le 25 août 1813 à Paris et mort le 21 mai 1872 dans le 7e arrondissement de Paris, est un haut-fonctionnaire de la Marine et administrateur colonial français.

## Biographie
Il entre en service dans la Marine française en 1831. Élevé au poste de commis de marine le 26 juillet 1839, il est promu sous-commissaire le 23 décembre 1847 alors qu'il est en poste à la Martinique. Continuant à gravir les échelons, il est nommé commissaire adjoint le 10 mai 1849, commissaire de la marine le 27 octobre 1852, et accède au grade terminal de commissaire général de 2e classe le 26 septembre 1856. 
Il épouse le 24 juillet 1838 à Fort Royal (Martinique) Joséphine Husson, dont il a deux enfants. En 1859, il remplace par intérim le gouverneur de Guadeloupe Touchard. En janvier 1860, il est ordonnateur auprès du gouverneur de la Guadeloupe, Charles Frébault, aux côtés d'Antoine-Léonce Michaux,.
Bontemps est nommé gouverneur général de l'Inde française par décret impérial du 1er novembre 1862, et est fait commandeur de la Légion d'honneur le 3 août 1867.
Durant son gouvernorat, il fonde la première école de médecine de Pondichéry (1863) sous l'impulsion du docteur Beaujean, médecin de la Marine,. Il subit l'imposante autorité du Raj britannique et, possédant peu de marges de manœuvres, tente de protéger les quelques entreprises françaises établies sur ces territoires, dans un climat tendu, coincé entre Paris, qui se rapproche politiquement des Britanniques, et les colons, qui se sentent abandonnés.
Rappelé en juin 1871 à Paris, il meurt l'année suivante.

## Postérité
Sous son administration, des études de tracé de la route ont été activement poussées. Le morne Bontemps, à Capesterre-Belle-Eau en Guadeloupe, porte son nom,.